# آندره پیاسکزنی
آندره پیاسکزنی (به انگلیسی: Andrzej Tomasz Piaseczny) (زاده ۶ ژانویه ۱۹۷۱) خواننده، بازیگر لهستانی است.
او در مسابقه آواز یوروویژن ۲۰۰۱ نماینده لهستان بود .